# Thomas Calabro
Thomas Calabro est un acteur américain, né le 3 février 1959 à New York (États-Unis).

## Biographie
Il est principalement connu pour son rôle du Dr Michaël Mancini de la série télévisée Melrose Place de 1992 à 1999, puis de 2009 à 2010 dans le spin-off Melrose Place : Nouvelle Génération.
En 1992, il a joué dans un épisode de Columbo, "A chacun son heure". En interprétant le neveu du célèbre policier, Thomas Calabro a joué dans l'un des deux seuls épisodes où le scénario entre dans la vie privée de l'inspecteur.
De 1999 à 2004, il tourne dans quelques téléfilms. Il obtient également des rôles dans les séries Nip/Tuck en 2005 et Cold Case : affaires classées en 2006. Thomas Calabro enchaîne également des rôles au théâtre, dans des pièces à succès.

## Filmographie
- 1984 : Exterminator 2 de Mark Buntzman : Larry
- 1985 : Un tueur dans New York (en) (Out of the Darkness) de Jud Taylor (TV) : Zigo's nephew
- 1988 : Strip-tease fatal (Ladykillers) (TV) : Cavanaugh
- 1989 : Dream Street (en) (série télévisée) : Joey Coltrera
- 1991 : Vendetta: Secrets of a Mafia Bride (TV) : Nearco
- 1992 : Columbo - À chacun son heure (Columbo: No Time to Die) (TV) : Detective Andy Parma, le neveu de Columbo
- 1992-1999 : Melrose Place (série télévisée) : Michael Mancini
- 1995 : L'Amour en otage (Stolen Innocence) (TV) : Richard Brown
- 1995 : Une mère trahie (Sleep, Baby, Sleep) (TV) : Detective Martinson
- 1997 : Made Men de Don Close : Nicky 'Shoes' Piazza
- 1997 : L.A. Johns (TV) : David Abrams
- 2000 : Ice Angel (en) (TV) : Ray
- 2000 : Best Actress (TV) : Ted Gavin
- 2000 : Éclosion (They Nest) (TV) : Dr Ben Cahill
- 2001 : Face to Face d'Ellie Kanner : Philly
- 2001 : Les Anges du bonheur (Touched by an Angel) : Ben Mason (saison 7, épisode 21)
- 2001 : Nicky, détective de choc (Hard Knox) (TV) : Steve Hardman
- 2004 : Un amour de Noël (Single Santa Seeks Mrs. Claus) (TV) : Andrew West
- 2004 : Les Liens du mariage (The Perfect Husband) (TV) : Matt Thompson
- 2005 : Nip/Tuck : Dr Mark Abrams (saison 3, épisode 7)
- 2006 : Cold Case : Affaires classées : William Danner (saison 3, épisode 20)
- 2007 : Chill (en) de Serge Rudnunsky : Sam
- 2007 : Cake : Bernard
- 2007 : Un œil sur mon mari (Til Lies Do Us Part) (TV) : Trey Mitchell
- 2007 : Ice Spiders : araignées de glace (TV) : Capitaine Baker
- 2008 : Totale Éclipse : La chute d'Hypérion (Fall of Hyperion) (TV) : John Brighton
- 2008 - 2009 : Greek : Sénateur Ken Logan (saison 1, épisode 17 / saison 3, épisode 2)
- 2009 : FBI : Portés disparus (Without a Trace) : Ken Gilroy (saison 7, épisode 12)
- 2009 - 2010 : Melrose Place : Nouvelle Génération : Michael Mancini
- 2010 : Elle: La Cendrillon des temps modernes (Elle: A Modern Cinderella Tale ) (TV) : Oncle Allen
- 2010 : Les Experts : Manhattan (CSI NY) : Charles Harris (saison 7, épisode 6)
- 2011 : Castle : Scott Donner (saison 3, épisode 11)
- 2011 : NCIS : Enquêtes spéciales : Len Feeney (saison 8, épisode 13)
- 2012 : Glee : James Elliot Puckerman (saison 3, épisode 18)
- 2012 : The Devil Inside : Tony Marconi
- 2013 : Portées disparues (Hidden Away) (TV) : Greg Sloan
- 2018 : The Last Ship (TV) : Général Don Kinkaid (saison 5)
- 2021 : Prête à tout pour une famille parfaite (Killer Cheer Mom) : James Dillon

## Voix françaises
En France, Vincent Violette est la voix française régulière de Thomas Calabro depuis la série Melrose Place en 1992.